# فنون جميلة

لوحة الموناليزا للفنان الإيطالي ليوناردو دا فينشي, إحدى روائع عصر النهضة

المصطلح ذاته ظهر في عام 1767 وأصله الفرنسي beaux arts الذي أصبح fine arts وتمت ترجمته حرفيا للغات العالم. ويتم الإشارة بهذا المصطلح إلى الفنون التي ترتبط بالجمال والحس المرهف اللازم لتذوقها. عند بدء استخدامه كان يستخدم في وصف عدد محدود من الفنون المرئية كالنحت والطباعة وبشكل أساسي الرسم. عند النظر إلي كليات الفنون الجميلة الموجودة في مصر كمثال، نجد أنها أقسام الديكور والعمارة والتصوير بشعبتيه الجداري والزيتي وقسم التصميمات المطبوعة وقسم النحت. فيما تعدّ مثلا في الدول الغربية العمارة ليست من ضمن الفنون الجميلة وتكون في أكاديمية متخصصة على الرغم من وجودها على قمة الفنون واعتبارها الفن الأول قبل المسرح، ولكنها تعدّ فنا تطبيقيا منه جميل. وتجدر بنا الإشارة هنا لتصنيف الفنون السبعة لكونه التصنيف الأكثر كمالاً في مجال تصنيفات الفنون. 

وصف الجمال في المصطلح لا يعتمد بالدرجة الأولى على جمال الشكل وإنما الغرض من عمله أو بمعني أدق صفاء مضمونه من أغراض أخرى غير الجمال ذاته. أي أننا بهذا التعريف نستبعد الأعمال الحرفية أو ما يطلق عليه فنون تطبيقية كالمنسوجات. يتم عادة وصف بعض الأشياء خارج مجال الفنون بهذا المصطلح عندما يتقن شخص ما هذا العمل فمثلا نستطيع القول «انتقل بيليه بكرة القدم إلى مستوى الفن الجميل».

يستخدم المصطلح في يومنا الحاضر بشكل خاطئ لوصف أي نوع من الفنون كتأكيد علي الجمال والجودة.
ويظهر حالياً في الأوساط العالمية فن جديد من الفنون الجمالية يعتمد على إظهار الإبداعات في تصميم المواقع، تحت شعارات كثيرة، ويعدّ فن تصميم المواقع الذي نتحدث عنه عنه يختلف عن صناعة أو مهنة تصميم المواقع المتعارف عليها، حيث أن تصميم مواقع الويب كصناعة تعتمد على أدوات تصميم محدده مثل فرونت بيج وغيرها، أما ما نتحدث عنه هنا فهو نوع جديد من تصميم المواقع والشعارات يعتمد على التصاميم التي تبنى على ترتيب مجموعة من النقاط الملونه في شيفرة HTML لتشكل بذلك رسمة رائعة وكأنها حقيقة، فن تصميم المواقع هذا فن حديث جدا ظهر في بدايات العام 2004 وما زال محدود الانتشار. وبعدا بالانتشار بشكل اوسع وله ناس متخصصون بذلك.

## تصنيف
- التصميم الداخلي
- الرسم
- الفوتوغرافيا
- النحت
- المسرح
- الشعر
- الخزف

## وصلات خارجية
- تطور الفنون عبر الزمن (موقع متحف المتروبوليتان)